# Спутник-2
Спутник-2 (от руски спътник) е вторият космически апарат изстрелян в околоземна орбита на 3 ноември 1957 година. Той е първият апарат носещ животно на борда си - куче. Има конусовидна форма с височина на конуса 4 метра и диаметър на основата 2 метра, с маса 508,3 килограма. Сателитът съдържа няколко отделения за радиопредаватели, телеметрична система, програмиращо устройство, система за регенерация и температурен контрол на кабината, и ред научни инструменти. Отделна кабина е пригодена за експерименталното куче - Лайка.
Техническите и биологични данни се предават посредством телеметричната система „Трал Д“, която изпраща данни на Земята посредством 15-минутни сеанси за всяка орбита. Два фотометъра на борда на спътника измерват слънчевата радиация (ултравиолет и рентген), както и космическите лъчи. Спутник-2 няма телевизионна камера (телевизионни изображения на кучета от Спутник-5 често се бъркат с Лайка).

## Описание на мисията
Спутник-2 е изстрелян с модифицирана междуконтинентална балистична ракета Р-7, подобна на използваната при Спутник-1, в орбита с параметри 212 х 1660 км и период на обиколка 103,7 минути. След достигане на орбита, връхният конус се отделя успешно, но Блок А на апарата не успява да се отдели както е планирано. Това възпрепятства нормалното функциониране на системата за термичен контрол. Освен това част от изолацията се откъсва и температурата във вътрешността на апарата достига до 40 градуса Целзий. Счита се, че поради това Лайка оцелява само няколко часа след старта, вместо 10 дни както е планирано. Постепенно орбитата на Спутник-2 се снижава, той навлиза обратно в плътните слоеве на земната атмосфера и прекратява съществуването си на 14 април 1958, 162 дни след изстрелването му.

## Инструменти
- Контейнер с кучето Лайка – биологични данни
- Гайгеров брояч – заредени частици
- Спектрометри – слънчева радиация (ултравиолет и рентген), космически лъчи